# День рождения Роберта Бёрнса
День рождения Роберта Бёрнса (25 января) — национальный праздник в Шотландии, отмечаемый торжественным обедом (Burns Night или Burns supper) с традиционным порядком следования воспетых поэтом блюд (основное — сытный пудинг хаггис), вносимых под музыку шотландской волынки и предваряемых чтением соответствующих стихов Бёрнса (предобеденной молитвой «The Selkirk Grace» («Заздравный тост» в рус. переводе С. Я. Маршака) и «Ode to Haggis» — рус. «Ода шотландскому пудингу „Хаггис“»
). Также этот день отмечается поклонниками творчества поэта во всём мире.